# Светски куп у биатлону
Светски куп у биатлону је низ такмичења у биатлону, које се организује у зимском периоду у организацији Међународне биатлонске организације (ИБУ). Прво званично такмичење одржано је у конкуренцији мушкараца 1977. а у женској 1987. Поред вредновања у укупном пласману од 1998. године воде се резултати и одређују победници у појединим дисциплинама, као и у Купу нација, табели са збиром свих бодова по националним биатлонским савезима.

## Организација
Светски куп се састоји од девет такмичења, на којима се одржавају трке у најмање две, обично три дисциплине. У сезони се просечно одржавају 22 појединачне и 4 трке штафета. Тим такмичењима се додају и резултати са такмичења на Зимским олимпијским играма, као и на Светским првенствима у биатлону. За разлику од такмичења у алпском и нордијском скијању, која организује Међународна скијашка федерација (ФИС), биатлонска такмичења на олимпијским играма и светским првенствима се вреднују за укупан пласман у Светском купу. У поређењу са првим годинама купа, број такмичења се постепено повећавао, све до сезоне 2008/09, када је у календару било 10 такмичења, након чега је ИБУ, због протеста тренера, број смањио на тренутних девет.

### Квалификациони критеријум
За учешће у појединачним дисциплинама и штафетама у Светском купу, те на светским првенствима и олимпијским играма, потребно је остварити одређене квалификационе критеријуме, који се односе на текућу и протеклу сезону Купа. Биатлонац стиче право учешћа у купу уколико у појединачној трци на Европском купу или Европском првенству, постигне време, које просечно време тројице првопласираних, не прелази више од 20% или алтернативно, ако се биатлонац на јуниорском првенству пласирао у првој половини табеле.
За права наступа у текућој сезони, сваки биатлонац мора у такмичењима Купа, у појединачној конкуренцији остварити време, које није веће од 20% од просечног времена тројице првопласираних. У женској конкуренцији ова је граница 25%. Изузетно, а на захтев националног биатлонског савеза, у случајевима када је нпр. биатлонац озлеђен, или је биатлонка трудна, може се доделити право наступа неком другом биатлонцу, да би се испунила максимална квота у броју биатлонаца у појединој трци.

### Стартна места
Сваком биатлонском националном савезу, на првом такмичењу у сезони у дисциплинама спринт и појединачне трке, припадају два места, док по три места добијају 22 најбоља савеза по резултатима из прошле сезоне. Осим тога сваки савез може пријавити онај број биатлонаца, који су у протеклој сезони била међу првих 50 на листи Светског купа. При томе не не могу се прекорачити следећа ограничења:
| Максималан број учесника по националном савезу | Максималан број учесника по националном савезу | Максималан број учесника по националном савезу | Максималан број учесника по националном савезу | Максималан број учесника по националном савезу | Максималан број учесника по националном савезу | Максималан број учесника по националном савезу |
| ---------------------------------------------- | ---------------------------------------------- | ---------------------------------------------- | ---------------------------------------------- | ---------------------------------------------- | ---------------------------------------------- | ---------------------------------------------- |
| Пласман у Купу нација                          | 1–5                                            | 6–10                                           | 11–15                                          | 16–20                                          | 21–25                                          | 26–30                                          |
| Број стартиних места                           | 6                                              | 5                                              | 4                                              | 3                                              | 2                                              | 1                                              |

Од сезоне 2007/08, упоредо са бодовањем такмичара у Светском купу, развијен је додатни бодовни систем, са циљем одређивања и ограничавања учесника у такмичењима Купа. По том се моделу у дисциплинама спринт, потера и појединачна трка додељују ИБУ бодови по слледећим критеријумима:
Последњи такмичар добија 1 бод, предпоследњи 2 итд. све до деветог места, сваки такмичар добија бод више од претходног. Између деветог и петог места два бода више, пласман на четврто место се бодује са 3 бода више него пето, а разлика између четвртог и трећег мјеста је 5 бодова, те 6 бодова између трећепласираног, другог и побпедника.
На основу ових резултата првог такмичења, на другом и трећем такмичењу, само првих 90 такмичара, на основу збира ИБУ бодова имају право наступа. Преостали такмичари прелазе у такмичење Европског купа, у којем се бодови рачунају по истим бодовном систему.
Првих 85 такмичара након три такмичења имају аутоматски право наступа у такмичењима у јануару, а њима се придружују 8 најбољих из Европског купа, уколико ограничења о максималном броју такмичара по националним савезима нису прекорачена.
После шестог такмичења право наступа на даљим такмичењима има само 80 најбољих. Три најбоље пласирана биатлонца из Европског купа стичу право на старт и не подлежу лимиту националних савеза. Такмичари од четвртог до десетог места могу наступити у тркама, али максимално један по националном савезу, али само ако број учесника не прелази лимит националног савеза и уколико они не припадају некима од три првопласирана савеза.
За учествовање у дусциплини потера, право наступа имају 60 најбољих из прошле квалификацијске трке спринта или појединачне трке.
У тркама масовног старта право наступа остварује првих 25 са ранг листе Светског купа, и пет најбољих са прошлих трка одржаних на том такмичењу. Код одустајања, квота од 30 такмичара се попуњава на основу ранг листе Светског купа.
У штафетним тркама право учешћа има30 националних савеза, по пласману у Купу нација из протекле сезоне.

## Бодовање
Систем бодовања у тркама Светског купа, одређује пласман у појединим дисциплима у женској и мушкој конкуренцији. За разлику од такмичења које организује ФИС у алпском и нордијском скијању, систем бодовања ИБУ је прилагођен и подобан за такмичаре, који континуирано освајају бодове, те подстиче такмичаре на учествовање у Светском купу. Тако на примјер, један биатлонац, који од укупно десет трка победи у пет, а у 5 осталих изостане, у односу на другога, који је у свих десет трка освојио 10 место, може имати слабији пласман на ранг листи (300 у односу на 310) - док би по систему ФИС-а имао готово двоструко више бодова него скијаш, који је учествовао у свих десет такмичења (500 освојених бодова за 5 победа у односу на 260 бодова).
По угледу на бициклистичке трке Тур де Франса, у Светском купу постоје жута и црвена мајица, које се додјељују за водећег у појединој дисциплини, односно за водећег у светском купу. Осим ових, постоји и жуто-црвена комбинација, коју у трци носи биатлонац, који је водећи у укупном пласману и у наступајућој дисциплини. На крају такмичења, биатонци добијају мале или велике кристалне глобусе, за побједу у појединој дисциплини или за побједу у укупно пласману.
Такмичења на Светским првенствима и на олимпијским играма се такође бодују по истом принципу, мада са појединим изузецима, када трке нису бодоване:
- Светско првенство у биатлону : 1984, 1985, 1986, 1987, 1988, 1989 и 1993
- Зимске олимпијске игре закључно са 1994. и од 2014;

### Начин бодовања
| Подела бодова од сезоне Светског купа 2008/09.                            | Подела бодова од сезоне Светског купа 2008/09. | Подела бодова од сезоне Светског купа 2008/09. | Подела бодова од сезоне Светског купа 2008/09. | Подела бодова од сезоне Светског купа 2008/09. | Подела бодова од сезоне Светског купа 2008/09. | Подела бодова од сезоне Светског купа 2008/09. | Подела бодова од сезоне Светског купа 2008/09. | Подела бодова од сезоне Светског купа 2008/09. | Подела бодова од сезоне Светског купа 2008/09. | Подела бодова од сезоне Светског купа 2008/09. | Подела бодова од сезоне Светског купа 2008/09. | Подела бодова од сезоне Светског купа 2008/09. | Подела бодова од сезоне Светског купа 2008/09. | Подела бодова од сезоне Светског купа 2008/09. | Подела бодова од сезоне Светског купа 2008/09. | Подела бодова од сезоне Светског купа 2008/09. | Подела бодова од сезоне Светског купа 2008/09. | Подела бодова од сезоне Светског купа 2008/09. | Подела бодова од сезоне Светског купа 2008/09. | Подела бодова од сезоне Светског купа 2008/09. | Подела бодова од сезоне Светског купа 2008/09. | Подела бодова од сезоне Светског купа 2008/09. | Подела бодова од сезоне Светског купа 2008/09. | Подела бодова од сезоне Светског купа 2008/09. | Подела бодова од сезоне Светског купа 2008/09. | Подела бодова од сезоне Светског купа 2008/09. | Подела бодова од сезоне Светског купа 2008/09. | Подела бодова од сезоне Светског купа 2008/09. | Подела бодова од сезоне Светског купа 2008/09. | Подела бодова од сезоне Светског купа 2008/09. | Подела бодова од сезоне Светског купа 2008/09. | Подела бодова од сезоне Светског купа 2008/09. | Подела бодова од сезоне Светског купа 2008/09. | Подела бодова од сезоне Светског купа 2008/09. | Подела бодова од сезоне Светског купа 2008/09. | Подела бодова од сезоне Светског купа 2008/09. | Подела бодова од сезоне Светског купа 2008/09. | Подела бодова од сезоне Светског купа 2008/09. | Подела бодова од сезоне Светског купа 2008/09. | Подела бодова од сезоне Светског купа 2008/09. |
| ------------------------------------------------------------------------- | ---------------------------------------------- | ---------------------------------------------- | ---------------------------------------------- | ---------------------------------------------- | ---------------------------------------------- | ---------------------------------------------- | ---------------------------------------------- | ---------------------------------------------- | ---------------------------------------------- | ---------------------------------------------- | ---------------------------------------------- | ---------------------------------------------- | ---------------------------------------------- | ---------------------------------------------- | ---------------------------------------------- | ---------------------------------------------- | ---------------------------------------------- | ---------------------------------------------- | ---------------------------------------------- | ---------------------------------------------- | ---------------------------------------------- | ---------------------------------------------- | ---------------------------------------------- | ---------------------------------------------- | ---------------------------------------------- | ---------------------------------------------- | ---------------------------------------------- | ---------------------------------------------- | ---------------------------------------------- | ---------------------------------------------- | ---------------------------------------------- | ---------------------------------------------- | ---------------------------------------------- | ---------------------------------------------- | ---------------------------------------------- | ---------------------------------------------- | ---------------------------------------------- | ---------------------------------------------- | ---------------------------------------------- | ---------------------------------------------- |
| Пласман                                                                   | 1                                              | 2                                              | 3                                              | 4                                              | 5                                              | 6                                              | 7                                              | 8                                              | 9                                              | 10                                             | 11                                             | 12                                             | 13                                             | 14                                             | 15                                             | 16                                             | 17                                             | 18                                             | 19                                             | 20                                             | 21                                             | 22                                             | 23                                             | 24                                             | 25                                             | 26                                             | 27                                             | 28                                             | 29                                             | 30                                             | 31                                             | 32                                             | 33                                             | 34                                             | 35                                             | 36                                             | 37                                             | 38                                             | 39                                             | 40                                             |
| Бодови                                                                    | 60                                             | 54                                             | 48                                             | 43                                             | 40                                             | 38                                             | 36                                             | 34                                             | 32                                             | 31                                             | 30                                             | 29                                             | 28                                             | 27                                             | 26                                             | 25                                             | 24                                             | 23                                             | 22                                             | 21                                             | 20                                             | 19                                             | 18                                             | 17                                             | 16                                             | 15                                             | 14                                             | 13                                             | 12                                             | 11                                             | 10                                             | 9                                              | 8                                              | 7                                              | 6                                              | 5                                              | 4                                              | 3                                              | 2                                              | 1                                              |
| Подела бодова од сезоне Светског купа 2014/15. у дисциплини масовни старт |                                                |                                                |                                                |                                                |                                                |                                                |                                                |                                                |                                                |                                                |                                                |                                                |                                                |                                                |                                                |                                                |                                                |                                                |                                                |                                                |                                                |                                                |                                                |                                                |                                                |                                                |                                                |                                                |                                                |                                                |                                                |                                                |                                                |                                                |                                                |                                                |                                                |                                                |                                                |                                                |
| Пласман                                                                   | 1                                              | 2                                              | 3                                              | 4                                              | 5                                              | 6                                              | 7                                              | 8                                              | 9                                              | 10                                             | 11                                             | 12                                             | 13                                             | 14                                             | 15                                             | 16                                             | 17                                             | 18                                             | 19                                             | 20                                             | 21                                             | 22                                             | 23                                             | 24                                             | 25                                             | 26                                             | 27                                             | 28                                             | 29                                             | 30                                             |                                                |                                                |                                                |                                                |                                                |                                                |                                                |                                                |                                                |                                                |
| Бодови                                                                    | 60                                             | 54                                             | 48                                             | 43                                             | 40                                             | 38                                             | 36                                             | 34                                             | 32                                             | 31                                             | 30                                             | 29                                             | 28                                             | 27                                             | 26                                             | 25                                             | 24                                             | 23                                             | 22                                             | 21                                             | 20                                             | 18                                             | 16                                             | 14                                             | 12                                             | 10                                             | 8                                              | 6                                              | 4                                              | 2                                              |                                                |                                                |                                                |                                                |                                                |                                                |                                                |                                                |                                                |                                                |
| Подела бодова од сезоне Светског купа 2000/201. до 2007/08.               |                                                |                                                |                                                |                                                |                                                |                                                |                                                |                                                |                                                |                                                |                                                |                                                |                                                |                                                |                                                |                                                |                                                |                                                |                                                |                                                |                                                |                                                |                                                |                                                |                                                |                                                |                                                |                                                |                                                |                                                |                                                |                                                |                                                |                                                |                                                |                                                |                                                |                                                |                                                |                                                |
| Пласман                                                                   | 1                                              | 2                                              | 3                                              | 4                                              | 5                                              | 6                                              | 7                                              | 8                                              | 9                                              | 10                                             | 11                                             | 12                                             | 13                                             | 14                                             | 15                                             | 16                                             | 17                                             | 18                                             | 19                                             | 20                                             | 21                                             | 22                                             | 23                                             | 24                                             | 25                                             | 26                                             | 27                                             | 28                                             | 29                                             | 30                                             |                                                |                                                |                                                |                                                |                                                |                                                |                                                |                                                |                                                |                                                |
| Бодови                                                                    | 50                                             | 46                                             | 43                                             | 40                                             | 37                                             | 34                                             | 32                                             | 30                                             | 28                                             | 26                                             | 24                                             | 22                                             | 20                                             | 18                                             | 16                                             | 15                                             | 14                                             | 13                                             | 12                                             | 11                                             | 10                                             | 9                                              | 8                                              | 7                                              | 6                                              | 5                                              | 4                                              | 3                                              | 2                                              | 1                                              |                                                |                                                |                                                |                                                |                                                |                                                |                                                |                                                |                                                |                                                |
| Подела бодова до сезоне Светског купа 2000/01.                            |                                                |                                                |                                                |                                                |                                                |                                                |                                                |                                                |                                                |                                                |                                                |                                                |                                                |                                                |                                                |                                                |                                                |                                                |                                                |                                                |                                                |                                                |                                                |                                                |                                                |                                                |                                                |                                                |                                                |                                                |                                                |                                                |                                                |                                                |                                                |                                                |                                                |                                                |                                                |                                                |
| Пласман                                                                   | 1                                              | 2                                              | 3                                              | 4                                              | 5                                              | 6                                              | 7                                              | 8                                              | 9                                              | 10                                             | 11                                             | 12                                             | 13                                             | 14                                             | 15                                             | 16                                             | 17                                             | 18                                             | 19                                             | 20                                             | 21                                             | 22                                             | 23                                             | 24                                             | 25                                             |                                                |                                                |                                                |                                                |                                                |                                                |                                                |                                                |                                                |                                                |                                                |                                                |                                                |                                                |                                                |
| Бодови                                                                    | 30                                             | 26                                             | 24                                             | 22                                             | 21                                             | 20                                             | 19                                             | 18                                             | 17                                             | 16                                             | 15                                             | 14                                             | 13                                             | 12                                             | 11                                             | 10                                             | 9                                              | 8                                              | 7                                              | 6                                              | 5                                              | 4                                              | 3                                              | 2                                              | 1                                              |                                                |                                                |                                                |                                                |                                                |                                                |                                                |                                                |                                                |                                                |                                                |                                                |                                                |                                                |                                                |

### Поништавање бодова
Специфичност обрачуна бодова у Светском купу је поништавање најслабијих резултата. На крају сезоне, се три најслабија резултата сваког биатлонца поништавају, те са након тога одређује ранг листа Купа. У пласману по дисциплинама, у којима су била само четири такмичења, брише се само један најнижи пласман. Овај начин рачунања пласмана у правилу, не мења пласман на листи, јер се обично бришу резултати трке, коју је биатлонац пропустио или добио врло мали број бодова. Међутим, ако биатлонац није у мање од три трке освојио ни један бод, постоји могућност да се коначни пласман поквари, јер се онда брише један пласман. Како је губитак пласмана дирекно везан за приходе биатлонаца, ова метода је дискутабилна и није од свих такмичара прихваћена као позитивна.
Тако је, на пример, у сезони 2004/05. норвешки биатлонац Оле Ејнар Бјерндален, добровољно одустао од наступа у 7 трка, док је његов директни противник Немац Свен Фишер, по овом правилу изгубио 17 бодова, што је омогућило Бјерндален да освоји Светски куп. С друге стране, ово правило омогучује биатлонцима, који из оправданих разлога не могу наступити у једној или више трка, да уколико имају добре пласмане, остваре добар пласман на листи.
У сезони 2006/07. Андреа Хенкел, је због болести пропустила четири трке, али након обрачуна и одузимања слабих резултата, због бољег просека бодова, те одузетих бодова Кати Вилхелм и Ана Карин Олофсон, освојила је Светски куп.
Бодови се више не одузимају од сезони 2010/11., док су изузетно у следећој сезони 2011/12., одузета само два најслабија пласмана. Насупрот томе, резултати у појединачним дисциплинама се и даље одузимају.

## Куп нација
Поред бодова, који одлучују о пласману појединаца, у такмичењу се доделују у бодови за Куп нација. Укупан број бодова и пласман одређује број биатлонаца из појединог националног савеза, који имају право наступа у Светском купу. За Куп нација броје се резултати у спринту, појединачној трци, штафети и мешовитој штафети, али се бодови рачунају по посебном моделу. Бодови из мешовите штафете, деле се на бодове за мушку и бодове за женску конкуренцију.
| Подела бодова од сезоне Светског купа 2008/09. за пласман у Купу нација. | Подела бодова од сезоне Светског купа 2008/09. за пласман у Купу нација. | Подела бодова од сезоне Светског купа 2008/09. за пласман у Купу нација. | Подела бодова од сезоне Светског купа 2008/09. за пласман у Купу нација. | Подела бодова од сезоне Светског купа 2008/09. за пласман у Купу нација. | Подела бодова од сезоне Светског купа 2008/09. за пласман у Купу нација. | Подела бодова од сезоне Светског купа 2008/09. за пласман у Купу нација. | Подела бодова од сезоне Светског купа 2008/09. за пласман у Купу нација. | Подела бодова од сезоне Светског купа 2008/09. за пласман у Купу нација. | Подела бодова од сезоне Светског купа 2008/09. за пласман у Купу нација. | Подела бодова од сезоне Светског купа 2008/09. за пласман у Купу нација. | Подела бодова од сезоне Светског купа 2008/09. за пласман у Купу нација. | Подела бодова од сезоне Светског купа 2008/09. за пласман у Купу нација. | Подела бодова од сезоне Светског купа 2008/09. за пласман у Купу нација. | Подела бодова од сезоне Светског купа 2008/09. за пласман у Купу нација. | Подела бодова од сезоне Светског купа 2008/09. за пласман у Купу нација. | Подела бодова од сезоне Светског купа 2008/09. за пласман у Купу нација. | Подела бодова од сезоне Светског купа 2008/09. за пласман у Купу нација. | Подела бодова од сезоне Светског купа 2008/09. за пласман у Купу нација. | Подела бодова од сезоне Светског купа 2008/09. за пласман у Купу нација. | Подела бодова од сезоне Светског купа 2008/09. за пласман у Купу нација. | Подела бодова од сезоне Светског купа 2008/09. за пласман у Купу нација. | Подела бодова од сезоне Светског купа 2008/09. за пласман у Купу нација. | Подела бодова од сезоне Светског купа 2008/09. за пласман у Купу нација. | Подела бодова од сезоне Светског купа 2008/09. за пласман у Купу нација. | Подела бодова од сезоне Светског купа 2008/09. за пласман у Купу нација. | Подела бодова од сезоне Светског купа 2008/09. за пласман у Купу нација. | Подела бодова од сезоне Светског купа 2008/09. за пласман у Купу нација. | Подела бодова од сезоне Светског купа 2008/09. за пласман у Купу нација. | Подела бодова од сезоне Светског купа 2008/09. за пласман у Купу нација. | Подела бодова од сезоне Светског купа 2008/09. за пласман у Купу нација. | Подела бодова од сезоне Светског купа 2008/09. за пласман у Купу нација. |
| ------------------------------------------------------------------------ | ------------------------------------------------------------------------ | ------------------------------------------------------------------------ | ------------------------------------------------------------------------ | ------------------------------------------------------------------------ | ------------------------------------------------------------------------ | ------------------------------------------------------------------------ | ------------------------------------------------------------------------ | ------------------------------------------------------------------------ | ------------------------------------------------------------------------ | ------------------------------------------------------------------------ | ------------------------------------------------------------------------ | ------------------------------------------------------------------------ | ------------------------------------------------------------------------ | ------------------------------------------------------------------------ | ------------------------------------------------------------------------ | ------------------------------------------------------------------------ | ------------------------------------------------------------------------ | ------------------------------------------------------------------------ | ------------------------------------------------------------------------ | ------------------------------------------------------------------------ | ------------------------------------------------------------------------ | ------------------------------------------------------------------------ | ------------------------------------------------------------------------ | ------------------------------------------------------------------------ | ------------------------------------------------------------------------ | ------------------------------------------------------------------------ | ------------------------------------------------------------------------ | ------------------------------------------------------------------------ | ------------------------------------------------------------------------ | ------------------------------------------------------------------------ | ------------------------------------------------------------------------ |
| Пласман                                                                  | 1                                                                        | 2                                                                        | 3                                                                        | 4.                                                                       | 5.                                                                       | 6.                                                                       | 7.                                                                       | 8.                                                                       | 9.                                                                       | 10.                                                                      | 11.                                                                      | 12.                                                                      | 13.                                                                      | 14.                                                                      | 15.                                                                      | 16.                                                                      | 17.                                                                      | 18.                                                                      | 19.                                                                      | 20.                                                                      | ...-1                                                                    | 80                                                                       | 81                                                                       | 82                                                                       | 83                                                                       | ...-2                                                                    | 108                                                                      | 109                                                                      | 110                                                                      | 111                                                                      | ...                                                                      |
| Бодови                                                                   | 160                                                                      | 154                                                                      | 148                                                                      | 143                                                                      | 140                                                                      | 138                                                                      | 136                                                                      | 134                                                                      | 132                                                                      | 131                                                                      | 130                                                                      | 129                                                                      | 128                                                                      | 127                                                                      | 126                                                                      | 125                                                                      | 124                                                                      | 123                                                                      | 122                                                                      | 121                                                                      | ...-1                                                                    | 61                                                                       | 59                                                                       | 57                                                                       | 55                                                                       | ...-2                                                                    | 5                                                                        | 3                                                                        | 1                                                                        | 1                                                                        | ...                                                                      |

| Подела бодова од сезоне Светског купа 2008/09. у дисциплини штафета за Куп нација | Подела бодова од сезоне Светског купа 2008/09. у дисциплини штафета за Куп нација | Подела бодова од сезоне Светског купа 2008/09. у дисциплини штафета за Куп нација | Подела бодова од сезоне Светског купа 2008/09. у дисциплини штафета за Куп нација | Подела бодова од сезоне Светског купа 2008/09. у дисциплини штафета за Куп нација | Подела бодова од сезоне Светског купа 2008/09. у дисциплини штафета за Куп нација | Подела бодова од сезоне Светског купа 2008/09. у дисциплини штафета за Куп нација | Подела бодова од сезоне Светског купа 2008/09. у дисциплини штафета за Куп нација | Подела бодова од сезоне Светског купа 2008/09. у дисциплини штафета за Куп нација | Подела бодова од сезоне Светског купа 2008/09. у дисциплини штафета за Куп нација | Подела бодова од сезоне Светског купа 2008/09. у дисциплини штафета за Куп нација | Подела бодова од сезоне Светског купа 2008/09. у дисциплини штафета за Куп нација | Подела бодова од сезоне Светског купа 2008/09. у дисциплини штафета за Куп нација | Подела бодова од сезоне Светског купа 2008/09. у дисциплини штафета за Куп нација | Подела бодова од сезоне Светског купа 2008/09. у дисциплини штафета за Куп нација | Подела бодова од сезоне Светског купа 2008/09. у дисциплини штафета за Куп нација | Подела бодова од сезоне Светског купа 2008/09. у дисциплини штафета за Куп нација | Подела бодова од сезоне Светског купа 2008/09. у дисциплини штафета за Куп нација | Подела бодова од сезоне Светског купа 2008/09. у дисциплини штафета за Куп нација | Подела бодова од сезоне Светског купа 2008/09. у дисциплини штафета за Куп нација | Подела бодова од сезоне Светског купа 2008/09. у дисциплини штафета за Куп нација | Подела бодова од сезоне Светског купа 2008/09. у дисциплини штафета за Куп нација | Подела бодова од сезоне Светског купа 2008/09. у дисциплини штафета за Куп нација | Подела бодова од сезоне Светског купа 2008/09. у дисциплини штафета за Куп нација | Подела бодова од сезоне Светског купа 2008/09. у дисциплини штафета за Куп нација | Подела бодова од сезоне Светског купа 2008/09. у дисциплини штафета за Куп нација | Подела бодова од сезоне Светског купа 2008/09. у дисциплини штафета за Куп нација | Подела бодова од сезоне Светског купа 2008/09. у дисциплини штафета за Куп нација | Подела бодова од сезоне Светског купа 2008/09. у дисциплини штафета за Куп нација | Подела бодова од сезоне Светског купа 2008/09. у дисциплини штафета за Куп нација | Подела бодова од сезоне Светског купа 2008/09. у дисциплини штафета за Куп нација |
| --------------------------------------------------------------------------------- | --------------------------------------------------------------------------------- | --------------------------------------------------------------------------------- | --------------------------------------------------------------------------------- | --------------------------------------------------------------------------------- | --------------------------------------------------------------------------------- | --------------------------------------------------------------------------------- | --------------------------------------------------------------------------------- | --------------------------------------------------------------------------------- | --------------------------------------------------------------------------------- | --------------------------------------------------------------------------------- | --------------------------------------------------------------------------------- | --------------------------------------------------------------------------------- | --------------------------------------------------------------------------------- | --------------------------------------------------------------------------------- | --------------------------------------------------------------------------------- | --------------------------------------------------------------------------------- | --------------------------------------------------------------------------------- | --------------------------------------------------------------------------------- | --------------------------------------------------------------------------------- | --------------------------------------------------------------------------------- | --------------------------------------------------------------------------------- | --------------------------------------------------------------------------------- | --------------------------------------------------------------------------------- | --------------------------------------------------------------------------------- | --------------------------------------------------------------------------------- | --------------------------------------------------------------------------------- | --------------------------------------------------------------------------------- | --------------------------------------------------------------------------------- | --------------------------------------------------------------------------------- | --------------------------------------------------------------------------------- |
| Пласман                                                                           | 1                                                                                 | 2                                                                                 | 3                                                                                 | 4.                                                                                | 5.                                                                                | 6.                                                                                | 7.                                                                                | 8.                                                                                | 9.                                                                                | 10.                                                                               | 11.                                                                               | 12.                                                                               | 13.                                                                               | 14.                                                                               | 15.                                                                               | 16.                                                                               | 17.                                                                               | 18.                                                                               | 19.                                                                               | 20.                                                                               | 21.                                                                               | 22.                                                                               | 23.                                                                               | 24.                                                                               | 25.                                                                               | 26.                                                                               | 27.                                                                               | 28.                                                                               | 29.                                                                               | 30.                                                                               |
| Бодовиi                                                                           | 420                                                                               | 390                                                                               | 360                                                                               | 330                                                                               | 310                                                                               | 290                                                                               | 270                                                                               | 250                                                                               | 230                                                                               | 220                                                                               | 210                                                                               | 200                                                                               | 190                                                                               | 180                                                                               | 170                                                                               | 160                                                                               | 150                                                                               | 140                                                                               | 130                                                                               | 120                                                                               | 110                                                                               | 100                                                                               | 90                                                                                | 80                                                                                | 70                                                                                | 60                                                                                | 50                                                                                | 40                                                                                | 30                                                                                | 20                                                                                |

| Подела бодова од сезоне Светског купа 2014/15. у дисциплини мешовита штафета за Куп нација | Подела бодова од сезоне Светског купа 2014/15. у дисциплини мешовита штафета за Куп нација | Подела бодова од сезоне Светског купа 2014/15. у дисциплини мешовита штафета за Куп нација | Подела бодова од сезоне Светског купа 2014/15. у дисциплини мешовита штафета за Куп нација | Подела бодова од сезоне Светског купа 2014/15. у дисциплини мешовита штафета за Куп нација | Подела бодова од сезоне Светског купа 2014/15. у дисциплини мешовита штафета за Куп нација | Подела бодова од сезоне Светског купа 2014/15. у дисциплини мешовита штафета за Куп нација | Подела бодова од сезоне Светског купа 2014/15. у дисциплини мешовита штафета за Куп нација | Подела бодова од сезоне Светског купа 2014/15. у дисциплини мешовита штафета за Куп нација | Подела бодова од сезоне Светског купа 2014/15. у дисциплини мешовита штафета за Куп нација | Подела бодова од сезоне Светског купа 2014/15. у дисциплини мешовита штафета за Куп нација | Подела бодова од сезоне Светског купа 2014/15. у дисциплини мешовита штафета за Куп нација | Подела бодова од сезоне Светског купа 2014/15. у дисциплини мешовита штафета за Куп нација | Подела бодова од сезоне Светског купа 2014/15. у дисциплини мешовита штафета за Куп нација | Подела бодова од сезоне Светског купа 2014/15. у дисциплини мешовита штафета за Куп нација | Подела бодова од сезоне Светског купа 2014/15. у дисциплини мешовита штафета за Куп нација | Подела бодова од сезоне Светског купа 2014/15. у дисциплини мешовита штафета за Куп нација | Подела бодова од сезоне Светског купа 2014/15. у дисциплини мешовита штафета за Куп нација | Подела бодова од сезоне Светског купа 2014/15. у дисциплини мешовита штафета за Куп нација | Подела бодова од сезоне Светског купа 2014/15. у дисциплини мешовита штафета за Куп нација | Подела бодова од сезоне Светског купа 2014/15. у дисциплини мешовита штафета за Куп нација | Подела бодова од сезоне Светског купа 2014/15. у дисциплини мешовита штафета за Куп нација | Подела бодова од сезоне Светског купа 2014/15. у дисциплини мешовита штафета за Куп нација | Подела бодова од сезоне Светског купа 2014/15. у дисциплини мешовита штафета за Куп нација | Подела бодова од сезоне Светског купа 2014/15. у дисциплини мешовита штафета за Куп нација | Подела бодова од сезоне Светског купа 2014/15. у дисциплини мешовита штафета за Куп нација | Подела бодова од сезоне Светског купа 2014/15. у дисциплини мешовита штафета за Куп нација | Подела бодова од сезоне Светског купа 2014/15. у дисциплини мешовита штафета за Куп нација | Подела бодова од сезоне Светског купа 2014/15. у дисциплини мешовита штафета за Куп нација | Подела бодова од сезоне Светског купа 2014/15. у дисциплини мешовита штафета за Куп нација | Подела бодова од сезоне Светског купа 2014/15. у дисциплини мешовита штафета за Куп нација |
| ------------------------------------------------------------------------------------------ | ------------------------------------------------------------------------------------------ | ------------------------------------------------------------------------------------------ | ------------------------------------------------------------------------------------------ | ------------------------------------------------------------------------------------------ | ------------------------------------------------------------------------------------------ | ------------------------------------------------------------------------------------------ | ------------------------------------------------------------------------------------------ | ------------------------------------------------------------------------------------------ | ------------------------------------------------------------------------------------------ | ------------------------------------------------------------------------------------------ | ------------------------------------------------------------------------------------------ | ------------------------------------------------------------------------------------------ | ------------------------------------------------------------------------------------------ | ------------------------------------------------------------------------------------------ | ------------------------------------------------------------------------------------------ | ------------------------------------------------------------------------------------------ | ------------------------------------------------------------------------------------------ | ------------------------------------------------------------------------------------------ | ------------------------------------------------------------------------------------------ | ------------------------------------------------------------------------------------------ | ------------------------------------------------------------------------------------------ | ------------------------------------------------------------------------------------------ | ------------------------------------------------------------------------------------------ | ------------------------------------------------------------------------------------------ | ------------------------------------------------------------------------------------------ | ------------------------------------------------------------------------------------------ | ------------------------------------------------------------------------------------------ | ------------------------------------------------------------------------------------------ | ------------------------------------------------------------------------------------------ | ------------------------------------------------------------------------------------------ |
| Пласман                                                                                    | 1                                                                                          | 2                                                                                          | 3                                                                                          | 4.                                                                                         | 5.                                                                                         | 6.                                                                                         | 7.                                                                                         | 8.                                                                                         | 9.                                                                                         | 10.                                                                                        | 11.                                                                                        | 12.                                                                                        | 13.                                                                                        | 14.                                                                                        | 15.                                                                                        | 16.                                                                                        | 17.                                                                                        | 18.                                                                                        | 19.                                                                                        | 20.                                                                                        | 21.                                                                                        | 22.                                                                                        | 23.                                                                                        | 24.                                                                                        | 25.                                                                                        | 26.                                                                                        | 27.                                                                                        | 28.                                                                                        | 29.                                                                                        | 30.                                                                                        |
| Бодови                                                                                     | 210                                                                                        | 195                                                                                        | 180                                                                                        | 165                                                                                        | 155                                                                                        | 145                                                                                        | 135                                                                                        | 125                                                                                        | 115                                                                                        | 110                                                                                        | 105                                                                                        | 100                                                                                        | 95                                                                                         | 90                                                                                         | 85                                                                                         | 80                                                                                         | 75                                                                                         | 70                                                                                         | 65                                                                                         | 60                                                                                         | 55                                                                                         | 50                                                                                         | 45                                                                                         | 40                                                                                         | 35                                                                                         | 30                                                                                         | 25                                                                                         | 20                                                                                         | 15                                                                                         | 10                                                                                         |

### Новчане награде
| 1.                       | € 13.000    | € 20.000  | € 28.000  | € 44.000  |
| 2.                       | € 10.000    | € 14.000  | € 23.000  | € 39.000  |
| 3.                       | € 7.000     | € 11.000  | € 18.000  | € 34.000  |
| 4.                       | € 5.000     | € 8.000   | € 15.000  | € 29.000  |
| 5.                       | € 4.000     | € 6.000   | € 13.000  | € 24.000  |
| 6.                       | € 3.500     | € 4.000   | € 10.000  | € 19.000  |
| 7.                       | € 3.000     |           | € 9.000   | € 17.000  |
| 8.                       | € 2.000     |           | € 8.000   | € 14.000  |
| 9.                       | € 1.500     |           | € 7.000   | € 1.000   |
| 10.                      | € 1.000     |           | € 6.000   | € 9.000   |
| Фонд награда             | € 50.000    | € 63.000  | € 137.000 | € 240.000 |
| Фонд награда (за сезону) | € 2.500.000 | € 882.000 | € 274 000 | € 480.000 |

## Дисциплине

### Преглед

#### Спринт
Спринт је најчешћа дисциплина у Светском купу и одржава се скоро на сваком такмичењу. Биатлонци стартују сваких 30 секунди, а стаза је дуга 10 км за мушкарце, а 7,5 км за жене. Гађа се два пута најприје из лежећег, затим из стојећег става, укупно 10 мета. Сваки промашај доноси казнени круг трчања од 150 м, што износи додатно око 20 секунди. У спринту биатлонац сам одабире место на стрелишту од којег гађа у мету.

#### Потера
Потера је друга дисциплина по учесталости у Светском купу. Везана је директно на претходну трку, која је обично спринт, а понекад и појединачна трка. У потери такмичари почињу трку по пласману из претходне трке, у временском заостатку из трке, заокруженог на целу секунду. Биатлонци су сами одговорни за правилан старт, те уколико стартују раније, добијају казнене секунде. Уколико се резултати узимају из поединачне трке, заостатак се полови. Дужина стазе је 12,5 км за мушкарце, односно 10 км за жене. Гађа се 4 пута, а прва два гађања су лежећа, посљедња два из стојећег става. За сваки промашај се трчи додатних 150 м у казненом кругу. Како не би било гужве на стази и на гађању, по правилима светског купа, учествује само 60 првопласираних из претходне трке. Уколико неко од квалифицираних биатлонаца, одустане, његово место остаје упражњено. Место на стрелишту је по редосљеду стизања до мета.

#### Појединачно
Појединачна трка је поред масовног старта најређа у Светском купу, али у њој наступа највише такмичара. Трка дуга 20 км у мушкој конкуренцији (15 км за жене) је најстарија дисциплина. Гађа се 4 пута наизменично у лежећем и стојећем ставу, укупно 20 мета. Сваки промашај доноси додатно време од 1 минуте, које се додаје на време трчања. Такмичари почињу трку уобичајено са 30 секунди размака.

#### Масовни старт
Масовни старт је најмлађа дисциплина Светског купа. Од сезоне 2014/15. стартује се истовремено у десет редова са по три биатлонца. Раније је старт био у три реда са по десет такмичара, а такмичари су морали скијати класичним стилом у стартом подручју. Класични стил је почетком 2014. године замењен слободним стилом. Стаза је дуга 15 км за мушкарце, 12,5 км за жене. Четири су гађања (2 лежећа па 2 стојећа). Прво гађање се гађа на мети са стартним бројем такмичара, а остала гађања по редоследу доласка на стрелиште. Као и у спринту, казнени круг је 150 м за сваку промашену мету. По правилима Светског купа, учествује само 30 такмичара (упола мање од потере, јер крећу сви у исто време). Право наступа имају 25 првопласираних на актуелној табели укупног пласмана, те 5 такмичара, који су на том такмичењу у претходним дисциплинама освојили највише бодова.

#### Штафета
Поред индивидуалних трка, у Светском купу се одржавају и штафетна такмичења. Укупно су три варијанте штафета:
- Класична штафета у којој учествију 4 такмичара, одржава се у мушкој конкуренцији на 7,5 км, а женској на 6 км. Гађа се 2 пута, а од тога прво у лежећем, а друго у стојећеми лположају. За свако гађање у 5 мета такмичар има 8 метака, од којих 5 иду у оквир, а остала три, уколико се укаже потреба, морају се ручно појединачно напунити. Ако после 8 гађања остане једна напогођена мета трчи се додатни круг у дужини 150 метара. Први тркачи свих екипа крећу у исто време, и сваки следећи, зависно од тога којим редом његов претходник из екипе стигне на место предаје штафете. Примопредаја се врши додиривањем на било ком месту на телу, у зони предаје дугој 50 метара. Предају надгледају посебне судије. Прво гађање, првог такмичара је на мети која одговара његовом стартном броју. Друго гађање првог и сва гађања преосталих такмичара у екипи, одвијају се на метама по редоследу стизања на гађање.
- Мешовита штафета је штафетна трка у којиј учествују два биатлонца и две биатлонке. Жене трче 6 км и наступају у прве две измене, а након њих биатлонци на 7,5 км у наредне две измене. Сви остали правила су иста као и у класичној штафети.
- Појединачна мешовита штафетаје најновија дисциплина и пробно је изведена у сезона 2014/15. Штафета се сатоји од једног биатлонца и једне биатлонке. У првој измени трче биатлонка на 6 км и има два гађања као у класичној штафети, затим је замењује биатлонац који трчи 7,5 км. Након њега поново трчи иста биатлонка, а у четвртој измени поново исти биатлонац.
- Екипно је дисциплина која више не трчи у Светском купу. У трци је учествовало четворо такмичара од којих је само један гађао на стрелшту, а евентуални казни куг трчали су сви заједно. Одржавана је у обе конкуренције.

## Развој

#### Појединачне дисциплине
У првим годинама Светског купа, спринт у женској конкуренцији трчао се на 5 км, а појединачна трка са три гађања на 10 км. Већ на 1989. трка у спринту је продужена на 7,5 км, а појединачна трка на 15. км са четири гађања.
Увођењем дохватне трке или потере половином 1990-их уведена је прва дисциплина у којој се такмичари директно огледају у једној трци. Први пут је ова дисциплина уведана у сезони 1996/97. када су у норвешком Лилехамеру победници били Simone Greiner-Petter-Memm и Свен Фишер.
Због великих заостатака у квалификационим тркама, могуће је да трка, због велике предности првопласираних не буде занимљива. Тако је на пример у сезони 2001/02. шведска биатлонка Магдалена Форсберг у потери у Хохфилцену, децембра 2001. успела предност од 59,4 секунде постигнуту у спринту, повечати на 3:13 минута у односу на другоплсирану Олену Зубрилову. Међутим, овакве трке су реткост, како због изједначености такмичара, тако и због велико притиска при гађању, те промашаја и самим тим додатих каснених кругова. Ову разлику је Фозбергова успела направити, јер је била најбржа у трци и једина без промашаја у гађању.

Чест је случај, да победник спринта упркос ппредности, не освоји неко од бољих места. Посебно су узбудљиве трке у којима су заостаци мали, а разлике између такмичара незнатне. Ако је заостатак велики, шансе за добар пласман су мале, али се у многим тркама ова пракса показала нетачном. На почетку сезоне 2005/06. француски је биатлонац Жилијен Робер стартовао као последњи, нанон спринта u Естерсунду, као 60. а свој пласман поправио је у потери за 50 места и завршио на десетом месту. На Светском првенству у биатлону 2009.. Белорускиња Дарја Домрачова, успела је са 53 места у спринту, освоји 5. место у потери, док је француска биатлонкаМари Лор Брине, стартовала је као 52, освојила седмо место без и једног промашаја на гађању.
Следећа нова дисциплина, масовни старт, представљена је у Светском купу на финалу сезоне 1996/97. у риуском Новосибирску. Први победник био је Аустријанац Волфганг Пернер, а прва победница, постала је Ана Спрунг, која је наступала за Руску биатлонску федерацију. Као регуларна дисциплина, масовни старт уведен је тек од сезоне 1998/99.. На првој трци 13. јануара 1999. победио је Француз Рафаел Поаре и Немицаа Уши Дизл.
На Светским првенствима у биатлону и Зимски олимпијским играма, кавлификациони критерији за масовни старт су другачији неко у Светском купу: Прано учешћа има првих петнаестопласираних на ранг листи Светског купа, а осталих 15 места допуњује се са биатлонцима, који су на првенству или олимпијским играма постигли највећи број бодова. Уједно је то и последња дисциплина на овим спортским такмичењима. Овај модус омугућује слабијим такмичарима да учествују у овој дисциплини, који добрим резултатима стичу право учествовања. На Светском првенству 2009. Словакиња Анастасија Кузмина освојила је сребну медаљу, иако је до тада освојила само 34 бода, али се збод добрих пласмана у претходним дисциплинама Светског првенства успела квалификовати за ову трку.
Увођењем дисциплина потера и масовни старт, број такмичара у дисциплини појединачно на 20 и 15 км смањен. Због телевизијских преноса и чињенице да ова дисциплина није посебно атрактивна, ова се дисциплина све ређе организује, те је обично на програму на почетку сезоне, као и на великим такмичењима. Да би се смањло трајање трке размишља се о смањену броја биатлонаца, који имају право учешћа у овој дисциплини.

#### Штафете
За разлику од појединачних дисциплина, у тркама штафета појединци су најчешће велике биатлонске нације:Норвешка, Немачка и Русија, које имају много већи број квалитетних биатлонаца, нрго мањи биатлонски савези. Упркос тој чињеници трке штафета су напете, па се победник често одлучује у задњој измени. Тако је на пример у сезони 2005/06. победника у женској штафети између руске и немачке штафете, одлучио фотофиниш између Олге Зајцеве и Симоне Декингер. Руска штафета је имала само један промашај. У сезони 2007/08. немачка штафета је у задљој измени, коју је трчала Кати Вилхем са 51,1 секундом заостатка у односу на Норвежанку Ан-Кристин Флатланд, је успела достићи 70 секунди и победила са предношћу од 26 секунди, са укупно 3 промашаја.
Дужина трке у женској штафети се мењала. У почетку у сезони 1982/83. трћчале су три такмичарке на 5 км, а 1989. дућина је промењена на 7,5 км. Две године касније 1991. трчале су четири биатлонке, па је у то време штафета била једина дисциплина у којој су мушкарци и жене трчали исту раздаљину. Од 2003. дужина трке је смањена на 6 км. Ова промена проведена је на иницијативу ИБУ, да би се тежиште такмичења пребацило на гађање, што би омогучило слабијим биатлоским савезима, да постигну добре резултате.
Следећи корак у реформи штафете, било је увођење мешовите штафете у сезони 2004/05. Ову новину национални савези су су различито примили. У Антхолцу шведска штафера се интенцивно припрема за ову трку, док врхунски биатлонци као Кати Вилхем, Магдалена Нојнер, Оле Ејнар Бјерндален и Николај Кругов нису учествовали у њој. Увођењем мешовите штафета на Светским првенствима, важност и учествовање биатлонаца у овој дисциплини је повечано, тако да у њој учествују скоро сви бољи биатлонци, Ова дисциплина уведена је на Зимске олимпијске игре 2014.|Зимским олимпијским играма 2014. у Сочију.

## Биатлонци
У Светском купу у биатлону, за разлику од других спортова квалитет такмичара је је прилично висок. У сезони 2006/07. су у мушкој конкуренцији укупно 85 такмичара, а у женској 82 биатлонке, пласирале се међу првих 30 и освојили бодове у најмање једној трци Купа. Неки од биатлонаца, по броју победа у појединачним дисциплинама спадају у најбоље спортисте у зимским спортовима уопште. Најбоњи биатлонац је Оле Ејнар Бјерндален с укупно 95 победе од којих су 94 у биатлону, а једна у скијашком трчању.
Немачки биатлонци Михаел Грајс, Марк Кирхнер и Свен Фишер, Норвежани Халвард Ханеволд, Оле Ејнар Бјерндален и Емил Хелге Свендсен, и Рус Николај Круглов су биатлонци, који су освојили Светски куп и медаље на Светским првенствима и Олимпијским играма. Осим тога Оле Ејнар Бјерндален и Емил Хелге Свендсен освојили су најмање златну медаљу у свим дисциплинама биоатлона.
У женској конкуренцији са бројем победа, води Магдалена Форсберг, која је у сезонама 1997—2002. победила. Њу следи Немица Магдалена Нојнер са три победе и једним другим местом, па Рускиња Анфиса Рескова и Финкиња Каиса Мекерејнен са две победее. Ових 5 биатлонки су једине које су Светски куп освојиле више од једанпут, док су Куп по једном освојило још 14 биатлонки. Највише победа (42) има Швеђанка Магдалена Форсберг, а следе је Магдалена Нојнер с 34 и i Уши Дизл с 30 победа.
На Светски првенствима и Олимпијским играма, победу у свим дисциплинама, како појединачно тако и са штафетом ствариле су до сада (mart децембар 2016) само три биатлонке: Кати Вилхем, Андреа Хенкел и Тора Бергер. Андреа Хенкел је једина биатлонка, која је постала светска првакиња у свим дисциплинама.

### Победници светског купа

#### Укупан пласман
Највише победа, укупно 6 у укупном пласману светског купа имају норвешки биатлонац Оле Ејнар Бјерндален и шведска биатлонка Махдалена Форсберг.
|                             | Име                  | Земља           | Период    | Победе |
| --------------------------- | -------------------- | --------------- | --------- | ------ |
| 1                           | Оле Ејнар Бјерндален | Норвешка        | 1998—2009 | 6      |
| 2                           | Мартен Фуркад        | Француска       | 2011—2016 | 5      |
| 3                           | Франк Улрих          | Источна Немачка | 1978—1982 | 4      |
| 3                           | Рафаел Поаре         | Француска       | 2000—2004 | 4      |
| стање до 21. децембра 2016. |                      |                 |           |        |

|                             | Име                | Земља   | Период    | Победе |
| --------------------------- | ------------------ | ------- | --------- | ------ |
| 1                           | Магдалена Форсберг | Шведска | 1997—2002 | 6      |
| 2                           | Магдалена Нојнер   | Немачка | 2008—2012 | 3      |
| стање до 21. децембра 2016. |                    |         |           |        |

#### Појединачне победе
Највише победа, укупно 93, у појединачним дисциплинама Светског купа имају норвешки биатлонац Оле Ејнар Бјерндален и шведска биатлонка Магдалена Форсберг (42). (Стање после 21. децембра 2016)
| Пласман | Име                  | Земља           | Број победа |
| ------- | -------------------- | --------------- | ----------- |
| 1.      | Оле Ејнар Бјерндален | Норвешка        | 93.         |
| 2.      | Мартен Фуркад        | Француска       | 48          |
| 3.      | Рафаел Поаре         | Француска       | 44          |
| 4.      | Емил Хелге Свендсен  | Норвешка        | 37          |
| 5.      | Свен Фишер           | Немачка         | 33          |
| 6.      | Франк Улрих          | Источна Немачка | 16          |
| 7.      | Фроде Андерсен       | Норвешка        | 15          |
|         | Владимир Драчев      | Русија          | 15          |
| 9.      | Ејрик Квалфос        | Норвешка        | 12          |
| 10.     | Франк Лук            | Источна Немачка | 11          |
|         | Михаел Грејс         | Немачка         | 11          |

| Пласман | Име                | Земља      | Број победа |
| ------- | ------------------ | ---------- | ----------- |
| 1.      | Магдалена Форсберг | Шведска    | 42          |
| 2.      | Магдалена Нојнер   | Немачка    | 34          |
| 3.      | Уши Дизл           | Немачка    | 30          |
| 4.      | Тора Бергер        | Норвешка   | 28          |
| 5.      | Дарја Домрачева    | Белорусија | 25          |
| 6.      | Андреа Хенкел      | Немачка    | 22          |
|         | Лив Грета Поаре    | Норвешка   | 22          |
| 8.      | Кати Вилхем        | Немачка    | 21          |
|         | Олена Зурбилова    | Украјина   | 21          |
| 10.     | Sandrine Bailly    | Француска  | 20          |

### Егзоти
Као егзоти у Светском купу означавају се спортисти из слабијих биатлонских савеза. Због јаке конкуренције у Купу, они обично немају велике могућности са постизање добрих пласмана, као и освајање бодова у Купу. Такви случајеви у којима биатлонци стварују лоше резултате, као на пример Мађарица Ева Семчак, која је у сезони 1992/93. u Бад Гаштајну промашла свих 10 мета, али и у следећим тркама, упркос бољем гађању, због лошег трчања, са чак 10 погодака, није успела освојити боље место од последњег.
Молданијски биатлонац biatlonac Ion Bucsa је у сезони 2001/02. на Покљуки погодио само једну мету. Такође Молдавац Игор Бакал је у сезони 1993/94. у појединачној трци у Бад Гаштајну заузео последње место са заостатком од 32:41.0 минута у односу на победника Сергеја Тарасова, а Аргентинка Natalia Lovece у сезони 2000/01. у појединачној трци Антхолцу имала је заостатак 33:23,5 мината у односу на победницу Corinne Niogret.
Реорганизацијом такмичарског система од сезоне 2010/11. број ових такмичара је драстично смањен.

## Места одржавања
Мада се места одржавања Светског купа сваке године посебно одређују, нека места су стална у свакој сезони. Због веременских ситуација и сигурности да борилишта буду под снегом, почетак Светског купа обично је у нордијским земљама, као, У Контиолахтију (Финска) или Естерсунду (Шведска). Пре новогодушње паузе такмичења се често одржавају у Хохфилцену (Аустрија) или Покљуки (Словенија), затим у Осрбљу (Словачка). У јануару се одржавају на ДКБ-Ски-арени у Оберхофу
(Немачка), на Chiemgau-Areni у Руполдингу (Немачка), као и у италијанском Антхолцу na Јужнотиролској арени, на боеилиштима, која су због великог интересовања публике и добре посећености, стална места, а не одржавају се само у случајевима кад се на неком од три борилишта одржава Светско првенство. У фебруару су по правилу Светска првенства, која се одржавају углавном у сталним местима одржавања, или Зимске олимпијске игре, на којима се по правилу такмичења одржавају на новим стазама. Ове олимпијске стазе се касније ретко користе за Светски куп, а неписано је правило да се годину дана пре почетка Олимпијских игара на овим стазама одржавају такмичења Светског купа. Врхунац сезоне, тј. финале Светског купа обично је у Скандинавији, а изузетно у Северно Америци. Последња финала одржана су у Холменколену (Осло) или у Ханти-Мансијску (Русија).

## Rеференце
1. ↑  Сезоне Светског купа 1982/83. до 1986/87. службено се воде као Европски куп. Ово именовање је контрадикторно, јер су у такмичењима учествовали такмичари из читавог света. У зависности од дефиниције такмичења у женској конкуренцији воде се од сезоне 1982/83. односно 1987/88.
2. 1 2 3 4  IBU Rules 2014[мртва веза]. стр. 88.
3. ↑  „Weltcup-Gesamtwertung Damen (Saison 2006/07)” (PDF). Архивирано из оригинала (PDF) 03. 05. 2014. г. Приступљено 29. 03. 2015.
4. ↑  „IBU Biathlon Guide 2014/2015” (PDF). Архивирано из оригинала (PDF) 16. 03. 2015. г. Приступљено 29. 03. 2015.
5. ↑  На светским првенствима право учешћа има 15 најбољих из Светског купа, затим сви браниоци титуле (укупно 9) са прошлог првенства у дисиплинама спринт, потера и појединачна трка, уколико нису већ међу првих петнаест. Остала места се додељују на основу освојених бодова на актуелном првенству у протеклим дисциплинама. По националном савезу, могуће је ућествовање максимало 4 такмичара. Без ограничења, могу наступити актуелни светски првак у масовном старту, као и актуелни олимпијски победник
6. ↑  „3.IBU EVENT AND COMPETITION RULES” (PDF). Архивирано из оригинала (PDF) 21. 03. 2013. г. Приступљено 31. 03. 2015.
7. ↑  Резултати потере у Хохфилцену (sezona 2001/02) (језик: немачки)
8. ↑  Резултати потере у Естерсубду (сезона 2005/06)
9. ↑  Резултати женске штафете у Руполдингу (sezona 2005/06)
10. ↑  Резултати штафете у Руполдингу (sezona 2007/08)
11. ↑  Укупни резултати Светског купа за мушкарце (сезона 2006/07) Архивирано на веб-сајту  (11. јануар 2014) (PDF; 199 kB)
12. ↑  Резултати спринта у Бад Гаштајну(сезона 1992/93)
13. ↑  Резултати спринта у Осрбљу (сезона 1998/99)
14. ↑  Резултати спринта у Антхолцу (сезона 1998/99)
15. ↑  Резултати појединачне трке у Покљуки (сезона 2001/02)
16. ↑  Резултати појединачне трке у Бад Гаштајну (сезона 1993/94)
17. ↑  Резултати појединачне трке у Антхолцу (sezona 2000/01)